# Жуково (Челябинская область)
Жу́ково — деревня в Каслинском районе Челябинской области России. Входит в состав Багарякского сельского поселения.

## География
Деревня находится на левом берегу реки Багаряк, на расстоянии примерно 56 км к северо-востоку от города Касли, административного центра района. Абсолютная высота — 176 м над уровнем моря.

## Население
| 2002 | 2010 |
| ---- | ---- |
| 15   | ↘1   |

## Улицы
Уличная сеть деревни состоит из одной улицы (ул. Лесная).